# Eupithecia wardi
Eupithecia wardi är en fjärilsart som beskrevs av Louis Beethoven Prout 1958. Eupithecia wardi ingår i släktet Eupithecia och familjen mätare. Inga underarter finns listade i Catalogue of Life.